# Сейер, Лео
Ле́о Се́йер (англ. Leo Sayer, род. 21 мая 1948 г.) — британский автор песен и певец, пик популярности которого пришёлся на эпоху диско.

## Биография
Сэйер родился и вырос в Шорхэм-бай-Си в семье англичанина и ирландки. Получил образование в католических школах и учился графическому дизайну в колледже искусств.
Сейер приобрёл известность в начале 1970-х годов, когда он выступал в костюме и гриме Пьеро и писал песни для более знаменитых исполнителей (в частности, Giving It Away — первый сольный хит Роджера Долтри из The Who). Его вокал можно было услышать на некоторых альбомах группы Alan Parsons Project.
К середине десятилетия он отрастил кудри, стал носить кожаные куртки и превратился в одного из наиболее модных персонажей того времени. Почти все его крупные хиты были выпущены между 1975 и 1977 годами: Moonlighting, You Make Me Feel Like Dancing (1-е место в США, премия «Грэмми»), When I Need You (1-е место в США и Великобритании).
В 1979 году всесоюзная фирма грампластинок "Мелодия" выпустила в СССР альбом «Поёт Лео Сейер» (лицензия компании Chrysalis, прообраз - альбом  (точнее - сборник хитов) того же года «The Very Best of Leo Sayer»).
Сейер активно записывался и в последующие десятилетия, однако после песни More Than I Can Say (1980) в его репертуаре не появлялось новых шлягеров и он выпал из обоймы лидеров мировой поп-музыки. Между тем его песни 1975—1977 годов стабильно исполнялись звёздами первой величины (Род Стюарт, Фил Коллинз, Селин Дион).
Пытаясь вернуть былую популярность, в 2007 году 58-летний Сейер принял участие в реалити-шоу Celebrity Big Brother. Двумя годами ранее танцевальный ремикс на его классический хит Thunder in My Heart (1977) возглавил национальный хит-парад Великобритании.

## Дискография

### Альбомы
- Silverbird (1973)
- Just a Boy (1974)
- Another Year (1975)
- Endless Flight (1976)
- Thunder in My Heart (1977)
- Leo Sayer (1978)
- The Very Best of Leo Sayer (1979)
- Here (1979)
- Living in a Fantasy (1980)
- World Radio (1982)
- Have You Ever Been in Love (1983)
- Cool Touch (1990)
- All the Best (1993)
- The Definitive Hits Collection (1999)
- Live in London (1999)
- Endless Journey — The Essential Leo Sayer (2004)
- Voice In My Head (2005)
- Leo Sayer: At His Very Best (2006)
- Don’t Wait Until Tomorrow(2008)
- Selfie(2019)

### Синглы
- «The Show Must Go On» — 1973
- «One Man Band» — 1974
- «Long Tall Glasses (I Can Dance)» — 1974
- «Moonlighting» — 1975
- «You Make Me Feel Like Dancing» — 1976
- «When I Need You» — 1977
- «How Much Love» — 1977
- «Thunder in My Heart (song)|Thunder in My Heart» — 1977
- «Easy to Love» — 1977
- «I Can’t Stop Lovin' You (Though I Try)» — 1978
- «Raining in My Heart» — 1978
- «More Than I Can Say» — 1980
- «Living in a Fantasy» — 1981
- «Have You Ever Been in Love»
- «Heart (Stop Beating in Time)»
- «Orchard Road» — 1983
- «Till You Come Back to Me» — 1983
- «Sea Of Heartbreak» — 1984
- «Unchained Melody» — 1986
- «Cool Touch» — 1990
- «I Will Fight for You» — 1992
- «When I Need You» (re-issue) — 1993
- «You Make Me Feel Like Dancing» — The Groove Generation с участим Лео Сейера — 1998
- «Thunder in My Heart Again» — Meck с участием Лео Сейера — 2006